# كونار رغنيلي
كونار رغنيلي (الاسم العلمي:Connarus regnellii) هو نوع من النباتات يتبع جنس الكونار من الفصيلة الكونارية.